# 선 (그래픽스)
선 또는 라인(line)은 그래픽에서 일정 거리 동안 계속되는 단일 점 또는 두 점 사이의 연결로 설명될 수 있다. 그래픽에서 선의 목적은 아티스트가 시청자가 보고 주목해야 할 내용을 시청자와 소통할 수 있도록 돕는 것이다. 선은 모양, 색상, 질감, 가치, 원근감, 형태와 같은 원리를 포함하는 디자인의 주요 구성 요소 중 하나이다. 선은 다양한 형태로 나타날 수 있다. 일부 예는 직선이거나 곡선일 수 있다. (연속 또는 점선) 두껍거나 얇다. 실제 및 묵시적. 선은 일러스트레이션 및 기타 작품에서 구조와 톤을 만드는 데 사용할 수 있다.

## 형식
| 실선(Solid line)       |
| 점선(Dotted line)      |
| 대시 점선(Dashed line) |

그래픽 디자인의 선은 항상 직선일 필요는 없으며 다양한 모양이 될 수 있다. 직선 또는 직선 또는 곡선 또는 곡선 형태로 나타날 수 있다. 직선은 아트웍의 톤을 전달하는 데 도움이 되는 경우가 많다. 곡선은 종종 보는 사람의 시선을 작품 주위로 안내하는 데 사용된다. 둘 다 일반적으로 개별 모양이나 개체를 만드는 데 사용된다.
선의 길이와 너비도 다를 수 있다. 개별 점보다 긴 것은 선으로 간주될 수 있으며 선은 무한정 계속될 수 있다. 하나의 점이나 점으로 간주되지 않을 만큼 가는 선은 두껍지만 여전히 선으로 간주될 수 있다. 작품에 다양한 길이와 너비를 활용하면 다양성이 생기고 작품이 더 흥미롭게 보일 수 있다.
선은 항상 연속적이지 않을 수 있으며 끊어지거나 함축된 선도 일반적으로 그래픽에 사용된다. 일련의 점이나 대시는 끊어지지 않은 일반 선의 목적을 수행하는 데 여전히 사용될 수 있기 때문에 여전히 선이 될 수 있다. 함축선은 실제로 실제 선을 사용하지 않고 보는 사람의 시선을 공간의 특정 지점으로 향하게 하는 것이다. 함축된 선의 예로는 대상이 무엇을 가리키고 있는지, 대상이 한 점을 향하도록 배열되어 있는지, 특정 관심 지점을 바라보고 있는 작품 속 대상의 눈이나 시선 등이 있다.